# İbrahim Yılmaz
İbrahim Yılmaz (sinh 6 tháng 2 năm 1994) là một cầu thủ bóng đá Thổ Nhĩ Kỳ thi đấu ở vị trí tiền đạo cho İstanbulspor ở TFF First League.
Yılmaz bắt đầu sự nghiệp với İstanbul Büyükşehir Belediyespor năm 2005 và ra mắt chuyên nghiệp vào ngày 19 tháng 12 năm 2010.

## Sự nghiệp

### Sự nghiệp quốc tế
Yılmaz đại diện Thổ Nhĩ Kỳ tham gia Giải vô địch bóng đá U-19 châu Âu 2013 và Giải vô địch bóng đá U-20 thế giới 2013.